# 섄탈 트위
샨탈 투이(영어: Chantal Thuy)는 캐나다의 배우이다.

## 참여 작품

### 영화
- 인히어런트 바이스
- 도쿄 구울

### 텔레비전
- 프리티 리틀 라이어스
- 마담 세크리터리
- 블랙 라이트닝 (드라마)
- 매그넘 P.I. (2018년 드라마)